# Baabul
Baabul (Hindi: बाबुल, bābul; Urdu: بابُل) ist ein Hindi-Film von Ravi Chopra aus dem Jahr 2006. Obwohl der Film viele bekannte indische Stars zeigt und er auch stark publiziert wurde, floppte er an den Kassen.

## Handlung
Balraj Kapoor ist ein reicher Geschäftsmann, glücklich und zufrieden mit seiner Welt. Er und seine Frau Shobhna sind stolze Eltern ihres Sohnes Avinash, der seit sieben Jahren im Ausland studiert und gelebt hat und nun wieder in die indische Heimat zurückkehrt. Bald nach seiner Rückkehr verliebt er sich in die hübsche Malvika. Sie hat sich aber nach einem dummen Missgeschick mit seinem Vater Balraj zerstritten und so gibt sich Avinash als Mann aus armen Verhältnissen aus und erobert ihr Herz.
Schließlich fliegt die Wahrheit auf, aber Balraj bittet Malvika trotzdem ihren Sohn zu heiraten. Sie willigt ein und schon bald nach der Hochzeit schenkt sie ihrem Ehemann einen Sohn. Doch der tödliche Unfall von Avinash zerstört das gemeinsame Glück und Malvika verfällt in eine Depression.
Balraj kann Malvikas Traurigkeit nicht ertragen und möchte wieder Glück in ihr Leben bringen. Er trifft auf Rajat, den besten Freund von Malvika und schon seit Jahren heimlich in sie verliebt. Balraj fragt ihn, ob er Malvika heiraten möchte, doch Balrajs älterer Bruder Balwant stellt sich gegen diese Entscheidung. Schließlich wird er von seinem Bruder überredet und stimmt der Heirat zu. Nun steht Rajat und Malvika nichts mehr im Wege und schließen den Bund der Ehe.